# Oskar Magnusson
Oskar Magnusson, född 1986 i Varnhem i Västergötland, är en svensk politiker (socialdemokrat).
Magnusson var politiskt sakkunnig i Europaparlamentet 2012–2015, på Näringsdepartementet 2015–2019 och på Justitiedepartementet 2019–2020. Han utnämndes till statssekreterare 2020, till en början tjänstgjorde han på Justitiedepartementet och 2021–2022 var han statssekreterare hos landsbygdsminister Anna-Caren Sätherberg på Näringsdepartementet. 
Magnusson avlade en masterexamen i International Conflict Studies vid King's College London 2010. 